# 魏咸信
魏咸信（949年—1017年），字国宝。北宋政治人物。
右仆射魏仁浦之子，建隆初年授朝散大夫。开宝五年（973年）娶宋太祖之女永慶公主，授與右衛將軍、駙馬都尉。隔年再領吉州刺史。雍熙三年（986年）冬天出任都部署。